# Lukas Kiefer
Lukas Kiefer (* 25. April 1993 in Böblingen) ist ein deutscher Fußballspieler. Seit 2022 steht er bei den Stuttgarter Kickers unter Vertrag.

## Karriere

### Im Verein
Kiefer wechselte in der Jugend 2004 vom GSV Maichingen zum VfB Stuttgart. In der Saison 2008/09 wurde Lukas Kiefer mit der U-17 der Stuttgarter Deutscher B-Jugendmeister. Die U-19-Saison 2011/12 bestritt er als Kapitän der A-Jugend des VfB.
Lukas Kiefer gab am 25. August 2012 am 6. Spieltag der Saison 2012/13 für die zweite Mannschaft des VfB Stuttgart beim 3:0-Auswärtssieg in der 3. Liga gegen die SpVgg Unterhaching sein Profidebüt und erzielte dabei den letzten Treffer des Spiels. Nach der Spielzeit 2013/14 wurde Kiefers auslaufender Vertrag mit dem VfB nicht verlängert. Daraufhin wechselte er zum 1. FC Saarbrücken. 2015 verpasste Kiefer mit dem Verein in der Relegation den Aufstieg in die 3. Liga. Nach zwei Jahren verließ er den FCS ablösefrei in Richtung SV Waldhof Mannheim und unterschrieb dort einen Vertrag bis 2018. Ende Januar 2018 wurde sein Vertrag aufgelöst und Kiefer wechselte wieder zu seiner früheren Wirkungsstätte VfB Stuttgart II.
Zur Saison 2020/21 wechselte Kiefer zum SSV Ulm 1846. Zunächst nur vornehmlich Ergänzungsspieler in Liga und beim Sieg im WFV-Pokal 2020/21 fand er in der folgenden Spielzeit unter dem neuen Trainer Thomas Wörle mehr Spielzeit ohne sich dauerhaft als Stammkraft zu etablieren, als die „Spatzen“ hinter dem SV Elversberg Vizemeister der Regionalliga Süd wurden und erneut das Endspiel im WFV-Pokal erreichten. Beim Endspiel gegen die Stuttgarter Kickers stand er in der Startformation und wurde in der Verlängerung ausgewechselt, im Elfmeterschießen verpasste der Klub die Titelverteidigung.
Im Sommer 2022 wechselte Kiefer zu den Stuttgarter Kickers in die Oberliga Baden-Württemberg. Mit dem Klub dominierte er in der Spielzeit 2022/23 die Liga und stieg als Tabellenerster mit 15 Punkten Vorsprung auf Vizemeister SG Sonnenhof Großaspach in die Viertklassigkeit auf. Das regionale Double wurde knapp verpasst, nach Finaleinzug im Wettbewerb um den WFV-Pokal 2022/23 setzte sich der Regionalligist TSG Balingen Fußball im Elfmeterschießen durch. In der Regionalligasaison 2023/24 verpasste er mit der Mannschaft erst im Saisonendspurt den direkten Durchmarsch in die 3. Liga, hinter der zweiten Mannschaft des Lokalrivalen VfB Stuttgart wurde sie Tabellenzweiter.

### Nationalmannschaft
Für die deutsche U-16-Nationalmannschaft debütierte Lukas Kiefer am 16. Oktober 2008 gegen Finnland. Gegen Estland und Tunesien absolvierte Kiefer bis zum Ende des Jahres zwei weitere U-16-Länderspiele.